# 금성뜨락또르공장
금성뜨락또르공장(金星트랙터綜合工場) 또는 간단히 금성 트랙터 공장은 조선민주주의인민공화국의 평안남도 강서군에 있는 조선민주주의인민공화국 최대의 트랙터 생산 공장이다. 공장의 부지 면적은 132만m2(약 40만평)이다.
1953년 간단한 농기구를 생산하는 평양 농기구 제작소로 출발하여 기양 기계 공장으로 성장하였고 1959년 일부 기계 설비의 재배치와 증설을 기하고 명칭을 기양 트랙터 공장으로 바꾸었다.
1963-64년간에 건평 3만m2의 대형 가공 조립 직장을 건설하였으며, 1971년부터 대대적인 확장 공사를 추진하여 자동화와 원격조종화가 이루어져 있는 1973년 7월 연산3만대 수준의 생산 시설을 확보하고 공장 이름을 금성 트랙터 공장으로 개칭하였다.
생산 단위는 주강 직장, 주물 직장, 원료 준비 직장, 소재 직장, 주물 직장(조형 작업반, 저주파 유도로 작업반 등), 단조 직장, 열처리 직장, 제관 직장, 1,2,3가공 직장, 기관직장, 조립 직장, 변속기 직장, 차체 직장, 제단 직장, 치차 직장, 형타 직장, 모형 직장, 공구 직장, 공작기계 직장, 자동화 요소 직장, 공무 직장, 건설 직장, 설계 연구소, 조명등분공장이다.
1973년 조업 당시 북한의 발표에 의하면 이 공장의 시설 규모는 가공 및 조립 직장, 주강 직장, 단조 직장, 치차 직장, 차체 직장, 기관 직장, 변속함 직장 등에 수천대의 기계 설비를 비롯하여 16개의 자동 가공 라인, 57개의 반자동 가공 라인 및 16개의 조립 라인이 산업 TV화에 의해 운영되고 있는 등 종합적 트랙터 생산 공장으로 발족하게 되었고, 그 생산 공정에는 가공 삭도를 근간으로 하는 컨베이어 방식을 도입하였다고 강조 하고 있다.
로동신문은 1984년 이 공장의 생산 능력이 조업 당시에 비해서 생산능력이 10배로 향상되었으며, 연간 수만 대의 트랙터를 생산할 수 있게 되었다고 보도하였다.

## 주물 공정 자동화
특히 주물 공정의 자동화가 활발하게 이루어지고 있음을 알수가 있다.
1988년의 김정일의 200일 전투 기간 중에 1, 2호 자동 주물 조형 라인을 건설하였으며, 1990년에 3호 자동 주물 조형 라인을, 1992년에 4호 자동 주물 조형 라인이, 그리고 1993년에 5호 자동 주물 조형 라인이 설치 되었다.
1996년 현재 주강, 주물 공정에 7개의 자동 조형 라인이 설치되어 있으며, 또 한기의 자동 조형 라인을 제작중이다.
1호 자동 주물 조형 라인은 기관 관성차와 배기통을 비롯한 수십 종의 주물 소재를 생산하고 있으며, 2호 자동 주물 조형 라인은 토시와 여과기 본체 등 소형 주물 소재를 대량 생산한다.
1, 2호 자동 주물 조형 라인을 설치하기 위하여 자동화 수준이 높은 형조립기, 중추 조립기, 자동 조종 체계 등을 비롯하여 64종에 100여 대의 자동 설비들을 자체의 힘으로 제작, 설치하였다.

## 가공 라인 무인화 과정
로동 신문은 1987년에 다시 이 공장을 다음과 같이 소개하고 있다.
이 공장은 자동화 요소 분공장, 전기 기구 분공장 등 10여개의 분공장을 거느리고 있으며, 현대적인 공작 기계가 4,000여대 있는 가공 종합 직장 혹은 가공분공장에서
는 기관 직장들과 치차, 변속기, 조립 직장 등 10여 개의 직장이 속해 있으며, 엔진 헤드 가공 라인, 축가공 가공 라인을 비롯하여 16개의 자동 가공 라인이 설치되어 있다. 완제품과 반제품은 전부 가공 라인과 컨베이어 체계에 의하여 움직인다.
이후 90년대 중반 소위 고난의 행군 시기를 거치면서 공장 가동이 어려워졌으며 명칭 또한 종합 공장에서 공장으로 변경되었다.
이를 반영하듯 생산 단위에도 변화가 있었다. 2000년 이후 선전 매체를 통해 보도된 조직을 기준으로 하면 가공 종합 직장 혹은 가공 분공장이 해체되었으며 엔진분공장, 자동화 요소 분공장이 단순 직장으로 전환 되었다.
특히 여타 분공장들이 공개되지 않은 것으로 보아 직장 전환내지는 기존 직장에 통합되었을 가능성이 높다.

## 개건 현대화 과정
설비 확충이나 개건 현대화 측면에서는 가장 두드러지는 것이 2002년경 새로 개발한 천리마 2000호 트랙터 컨베이어 생산 라인을 설치하는 것이었다.
2003년부터 계열 생산 준비 작업에 착수하여 2005년부터 구체화된 이사업은 희천 공작기계 공장에서 제작된 FMS 설치 조업 하면서 가시화되었으며 2 가공 직장에 축 가공 전문 공정을 설치하고 2009년에 주물 직장, 치차 가공 기지와 연마 기지를 완성하여 5월에 천리마 - 2000호 생산 목표를 완수 하였다 한다.
특히 희천 정밀 기계 공장에서는 동 트랙터를 위한 연료 펌프 개발 및 피스톤 전문 생산 공정도 설치하였다.
그러나 이후에도 동 생산 라인이 정착 되지 못해 이를 해결하기 위한 노력이 지속된 것으로 보인다.
또한 의욕적으로 설치한 함유연 생산 체계도 2014년 초반까지도 완비하기 위한 노력을 기울이고 있다고 한 것으로 보아 아직 정상 가동이 어려운 상태로 보인다.
그러나 이미 2009년에 정상 가동이 완료되었던 장면이 2009년 조선중앙텔레비죤을 통하여 방영이 되었고 특히 김정은 전용 기록 영화에도 함유연가공라인이 잘되고 있는 영상을 보여주었음을 알수가 있었다.
2000년에는 오래 세워 두었던 용선로를 재가동하여 사용을 하고 있음을 알수가 있으며 2001년에는 기관 직장에 사용하고 있는 57개의 반자동 가공 라인과 16개의 자동 가공 라인중 일부를 회복시키는데 도움을 주었음을 알수가 있었다.
2005년에는 철판 주조기를 만들어서 자체적으로 주강 직장에서 철판을 만들어 자체적으로 강판을 트랙터에 적용을 시키고 있음을 알수가 있다는 것을 알수가 있다.
2009년에는 상반기내 주물 직장 조형 라인 컴퓨터화와 형태별 가공 기지 조성 추진 치차 가공, 완성 연삭 기지 조성 사업 적극 추진을 하고 있다는 것을 알수가 있다.
그만큼 북한은 많은 시리즈를 출품케 하였으며 특히 북한은 2009년에는 김정일이 현지지도를 왔으며 2017년에는 김정은이 현지지도를 와서 개건 현대화 중에서도 가장 중요한 로봇화와 특히 무인화를 실천하라고 개건 현대화의 명령을 주어 결국 지금 도색하고 많은 개건을 하고 있음을 알수가 있다.

## 금성뜨락또르공장 군수 일용품 직장[6]
금성뜨락또르공장은 제2경제위원회에서 생산하는 군수 일용품 직장도 보유를 하고 있음을 알수가 있는데 조선민주주의인민공화국에서 민수로 생산하는 지상 공장은 대부분 가공라인의 무인화가 되어 있다면 역시 군수 설비도 되어 있다고 보는 게 알맞다고 볼 수 있다.
특히 인민무력부 소속 공장과 내각 산하 공장들에서 협동으로 생산하기 때문에 부품이 동일하다는 이점이 있는데다가 현재 대부분의 군수 공장들은 대부분 부품이 일정하다는 것을 알수가 있다는 것이다.
그리고 군수 설비가 대부분 조립라인이 대부분 컨베이어화로 되어 있을 가능성이 상당히 높고 자주포 방식을 대량 생산하기 때문에 대부분 승리자동차련합기업소나 혹은 금성뜨락또르공장에서 생산하고 있을 가능성도 상당히 높다는 것이다.